# 阿里亞加劇院

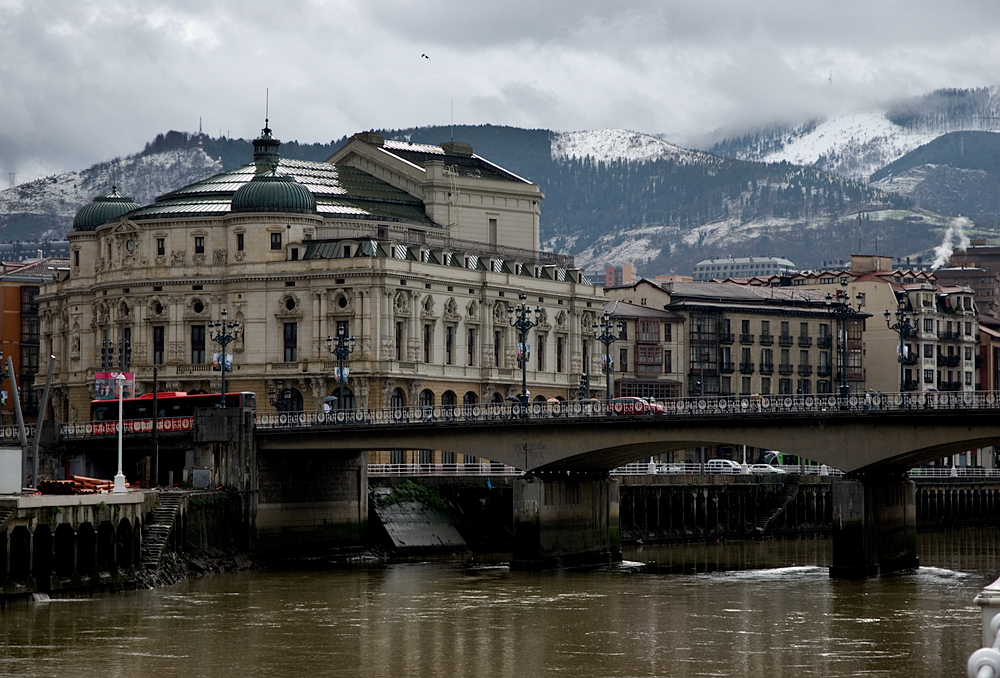

阿里亞加劇院（西班牙語：Arriaga antzokia）是西班牙城市畢爾包的一座歌劇院。這座劇院是新巴洛克式風格建築，和畢爾包市政廳相同，均由Joaquín Rucoba設計，興建於1890年。1983年8月，劇院被洪水沖毀。現在的劇院重建於1985年。

## 外部連結
- www.teatroarriaga.com （页面存档备份，存于）  The history of the theater is recorded on the theater's website

43°15′34″N 2°55′30″W / 43.25944°N 2.92500°W